# هاري غري
هاري غري (بالإنجليزية: Harry Grey)‏ (و. 1901 – 1980 م) هو كاتب، وروائي، وكاتب سيناريو أمريكي، ولد في أوديسا، توفي في مانهاتن، عن عمر يناهز 79 عاماً.

## وصلات خارجية
- هاري غري على موقع IMDb (الإنجليزية)
- هاري غري على موقع قاعدة بيانات الفيلم (الإنجليزية)

- هاري غري في قاعدة بيانات الأفلام على الإنترنت